# ジョナサン・サンチェス
ジョナサン・オマー・サンチェス（Jonathan Omar Sánchez, 1982年11月19日 - ）は、プエルトリコ出身の元プロ野球選手（投手）。左投左打。

## 経歴

### プロ入りとジャイアンツ時代
2004年のMLBドラフト27巡目（全体820位）でサンフランシスコ・ジャイアンツから指名され、プロ入り。
2006年5月28日にメジャーデビュー。その後、リリーフとして22試合に登板し、防御率1.37を記録。球団は、7月29日にサンチェスをマイナーに降格させ、先発投手として調整させることに。セプテンバー・コールアップで再びメジャーへ昇格。9月6日にメジャー初先発を果たし、閉幕までに4試合に先発（1試合リリーフ登板している）。
2007年のシーズン開幕前に発表されたベースボール・アメリカ誌の有望株ランキングで、サンチェスはジャイアンツ傘下でティム・リンスカムに次ぐ評価を受けた。
2008年は先発投手として29試合に登板し9勝を挙げた。
2009年はシーズン開幕前の3月に開催された第2回ワールド・ベースボール・クラシック（WBC）のプエルトリコ代表に選出された。シーズンでは先発投手として登板していたが、6月22日時点で2勝8敗・防御率5.54と不調でリリーフに配置転換された。しかし、ランディ・ジョンソンが故障者リスト入りしたため、7月10日のサンディエゴ・パドレス戦で先発として登板することに。試合は、フアン・ウリーベが失策を記録したため、完全試合はならなかったが、打者28人を無安打・無四球でノーヒットノーランを達成。
2010年は初の二ケタ勝利となる13勝を記録。

### ロイヤルズ時代
2011年11月8日にメルキー・カブレラとのトレードで、ライアン・バーデュゴと共にカンザスシティ・ロイヤルズへ移籍した。
2012年は先発ローテーションとして起用されたが、1勝6敗・防御率7.76という成績だった。

### ロッキーズ時代
2012年7月20日にジェレミー・ガスリーとのトレードで、コロラド・ロッキーズへ移籍した。10月29日にFAとなった。

### ロッキーズ退団後
2013年2月6日にピッツバーグ・パイレーツと契約した。5月8日に放出された。5月15日にロサンゼルス・ドジャースとマイナー契約を結んだ。メジャーでの登板機会は無く、傘下のAAA級アルバカーキ・アイソトープスでプレーした。11月5日にFAとなった。12月19日にシカゴ・カブスとマイナー契約を結んだ。
2014年は、傘下のAAA級アイオワ・カブスで開幕を迎えたが、1試合のみの登板に終わり、7月2日にFAとなった。
2015年シーズンは所属チームが無かったが、オフにプエルトリコのウィンターリーグに参加。
2016年2月1日にシンシナティ・レッズとマイナー契約を結んだが、3月18日にFAとなった。12月24日に古巣・ロイヤルズとマイナー契約を結んだ。
2017年3月20日にFAとなった。その後所属球団なく、オフにプエルトリコのウィンターリーグに参加。
2018年6月30日に独立リーグ・アトランティックリーグのヨーク・レボリューションと契約。
2019年はメキシカンリーグのサルティーヨ・サラペメーカーズと契約。この年限りで退団。

## 詳細情報

### 年度別投手成績
| 年 度    | 球 団    | 登 板 | 先 発 | 完 投 | 完 封 | 無 四 球 | 勝 利 | 敗 戦 | セ 丨 ブ | ホ 丨 ル ド | 勝 率 | 打 者 | 投 球 回 | 被 安 打 | 被 本 塁 打 | 与 四 球 | 敬 遠 | 与 死 球 | 奪 三 振 | 暴 投 | ボ 丨 ク | 失 点 | 自 責 点 | 防 御 率 | W H I P |
| -------- | -------- | ----- | ----- | ----- | ----- | -------- | ----- | ----- | -------- | ----------- | ----- | ----- | -------- | -------- | ----------- | -------- | ----- | -------- | -------- | ----- | -------- | ----- | -------- | -------- | ------- |
| 2006     | SF       | 27    | 4     | 0     | 0     | 0        | 3     | 1     | 0        | 5           | .750  | 185   | 40.0     | 39       | 2           | 23       | 0     | 4        | 33       | 2     | 0        | 26    | 22       | 4.95     | 1.55    |
| 2007     | SF       | 33    | 4     | 0     | 0     | 0        | 1     | 5     | 0        | 2           | .167  | 238   | 52.0     | 57       | 8           | 28       | 1     | 5        | 62       | 4     | 0        | 34    | 34       | 5.88     | 1.63    |
| 2008     | SF       | 29    | 29    | 0     | 0     | 0        | 9     | 12    | 0        | 0           | .429  | 695   | 158.0    | 154      | 14          | 75       | 1     | 7        | 157      | 7     | 0        | 90    | 88       | 5.01     | 1.45    |
| 2009     | SF       | 32    | 29    | 1     | 1     | 1        | 8     | 12    | 0        | 1           | .400  | 710   | 163.1    | 135      | 19          | 88       | 5     | 6        | 177      | 11    | 0        | 82    | 77       | 4.24     | 1.37    |
| 2010     | SF       | 34    | 33    | 0     | 0     | 0        | 13    | 9     | 0        | 1           | .591  | 812   | 193.1    | 142      | 21          | 96       | 4     | 9        | 205      | 15    | 1        | 74    | 66       | 3.07     | 1.23    |
| 2011     | SF       | 19    | 19    | 0     | 0     | 0        | 4     | 7     | 0        | 0           | .364  | 444   | 101.1    | 80       | 9           | 66       | 2     | 6        | 102      | 5     | 0        | 54    | 48       | 4.26     | 1.44    |
| 2012     | KC       | 12    | 12    | 0     | 0     | 0        | 1     | 6     | 0        | 0           | .143  | 270   | 53.1     | 65       | 8           | 44       | 1     | 5        | 36       | 4     | 1        | 47    | 46       | 7.76     | 2.04    |
| 2012     | COL      | 3     | 3     | 0     | 0     | 0        | 0     | 3     | 0        | 0           | .000  | 57    | 11.1     | 17       | 3           | 9        | 1     | 0        | 9        | 2     | 0        | 13    | 12       | 9.53     | 2.29    |
| '12計    | COL      | 15    | 15    | 0     | 0     | 0        | 1     | 9     | 0        | 0           | .100  | 327   | 64.2     | 82       | 11          | 53       | 2     | 5        | 45       | 6     | 1        | 60    | 58       | 8.07     | 2.09    |
| 2013     | PIT      | 5     | 4     | 0     | 0     | 0        | 0     | 3     | 0        | 0           | .000  | 75    | 13.2     | 25       | 7           | 8        | 0     | 2        | 15       | 0     | 0        | 18    | 18       | 11.85    | 2.41    |
| MLB：8年 | MLB：8年 | 194   | 137   | 1     | 1     | 1        | 39    | 58    | 0        | 9           | .402  | 3486  | 786.1    | 714      | 91          | 437      | 15    | 44       | 796      | 50    | 2        | 438   | 411      | 4.70     | 1.46    |

- 各年度の太字はリーグ最高

### 背番号
- 53（2006年 - 2008年）
- 57（2009年 - 2012年途中、2013年）
- 35（2012年途中 - 同年終了）

### 代表歴
- 2009 ワールド・ベースボール・クラシック・プエルトリコ代表